# Theta Ophiuchi
Désignations
Theta Ophiuchi (θ Oph / θ Ophiuchi) est une étoile triple de 3e magnitude de la constellation d'Ophiuchus. D'après la mesure de sa parallaxe annuelle par le satellite Hipparcos, le système est situé à environ 436 années-lumière de la Terre.
Son étoile primaire, désignée Theta Ophiuchi Aa, est une sous-géante bleu-blanc de type spectral B2IV. C'est une binaire spectroscopique à raies simples avec une période orbitale de 56,71 jours et dont la composante secondaire, Theta Ophiuchi Ab, apparaît être moins massive que le Soleil. La troisième composante du système, Theta Ophiuchi B, est une étoile de type B5 qui orbite autour de la paire A selon une période d'environ 33 ans.
Theta Ophiuchi est une étoile variable de type Beta Cephei bien connue dont la magnitude apparente varie entre 3,26 et 3,29 selon une période principale de 0,14 jour (3,37 h). Les données de la constellation de satellites BRITE (en) ont également mis en évidence qu'il s'agit d'une étoile de type B à pulsation lente (SPB) avec une période principale de variation de 1,40 jour. Cette dernière variabilité pourrait être produite par le compagnon de type B5,.
Theta Ophiuchi est située au sud-ouest de la supernova SN 1604 dont l'explosion fut visible le 10 octobre 1604. Cette supernova fut observée par Johannes Kepler, d'où son nom d'« Étoile de Kepler ».